# Oleksandr Nytschyportschuk
Oleksandr Nytschyportschuk (ukrainisch Олександр Ничипорчук; * 14. April 1992) ist ein ukrainischer Leichtathlet, der sich auf den Speerwurf spezialisiert hat.

## Sportliche Laufbahn
Erste internationale Erfahrungen sammelte Oleksandr Nytschyportschuk beim Europäischen Olympischen Jugendfestival (EYOF) 2009 in Tampere, bei dem er mit einer Weite von 67,67 m mit dem 700-g-Speer die Bronzemedaille gewann. 2011 belegte er bei den Junioreneuropameisterschaften in Tallinn mit 75,28 m den siebten Platz und im Jahr darauf schied er bei den Europameisterschaften in Helsinki mit 74,91 m in der Qualifikation aus. 2013 verpasste er bei den U23-Europameisterschaften in Tampere mit 69,89 m in der Qualifikation aus und 2014 erreichte er bei den Europameisterschaften in Zürich mit 75,05 m Rang zehn. 2015 nahm er an der Sommer-Universiade in Gwangju teil und wurde dort mit 74,30 m Elfter. 2016 schied er bei den Europameisterschaften in Amsterdam mit 73,31 m in der Vorrunde aus und 2019 startete er bei den Weltmeisterschaften in Doha, bei denen er aber mit 72,75 m den Finaleinzug.
In den Jahren 2019 und 2020 wurde Nytschyportschuk ukrainischer Meister im Speerwurf.